# Râul Albuia
Râul Albuia este un curs de apă, afluent al râului Siret.